# 14163 Johnchapman
14163 Johnchapman (1998 TY20) là một tiểu hành tinh vành đai chính được phát hiện ngày 13 tháng 10 năm 1998 bởi Spacewatch ở Kitt Peak.